# Santa Trinita
A Santa Trinita a (latin, nem olasz nyelven kifejezett) Szentháromságnak szentelt firenzei bazilika.

## Története
A 13. században alapították. Jelenlegi formáját többszöri átépítések nyomán a 16. század végén nyerte el, amikor Bernardo Buontalenti tervei szerint barokkosították.

## Leírása
A templombelsőt a 19. század végén helyreállították eredeti gótikus formájában. A templom háromhajós, kereszthajóval és minden oldalon három-három oldalkápolnával. A jobb oldali kereszthajóból nyílik a Sassetti-kápolna, amelyet Domenico Ghirlandaio 1485-ben készített, assisi Szent Ferenc életét ábrázoló freskója díszít. Figyelemre méltó az oltárkép is, mely szintén Ghirlandaio munkája és a pásztorok imádását ábrázolja. A főoltártól balra a második kápolnában Benozzo Federighi püspök síremlékét Luca della Robbia készítette a 15. század közepén. A bal oldalhajónak a bejárattól számított ötödik kápolnájában levő fa Magdolna-szobrot Desiderio da Settignano kezdte el faragni, de Benedetto da Maiano fejezte be. A bejárat felé haladva a következő kápolnában nyugszik Dino Compagni, Dante korának híres krónikása.